# 卡拉吉
卡拉吉是西非國家岡比亞的城鎮，由西部區負責管轄，位於該國東南部，毗鄰與塞內加爾接壤的邊壤，距離布里卡馬約98公里，2010年人口估計約492。
13°15′N 15°50′W / 13.250°N 15.833°W